# صموئيل اي .سميث
صموئيل ايمرسون سميث ( بالإنجليزية Samuel Emerson Smith ) وهو سياسي أمريكي ينتمي إلى الحزب الديمقراطي ولد صموئيل ايمرسون سميث في 12 أذار من سنة 1788 في ولاية نيوهامشير . تخرج سميث من جامعة هارفارد في سنة 1808 . كان سميث عضوا في الهيئة التشريعية في ولاية من عام 1820 حتى عام 1821 . في سنة 1831 أصبح سميث حاكما على ولاية مين وقد استمر سميث في منصبه كحاكم على ولاية مين إلى سنة 1834 . توفي صموئيل ايمرسون سميث في 3 أذار من سنة 1860.